# 锡兰凤尾藓
锡兰凤尾藓（学名：Fissidens ceylonensis）为凤尾藓科凤尾藓属下的一个种。

## 扩展阅读
- 維基物種上的相關：锡兰凤尾藓